# Simulium marsicanum
Simulium marsicanum är en tvåvingeart som först beskrevs av Rivosecchi 1962.  Simulium marsicanum ingår i släktet Simulium och familjen knott. Inga underarter finns listade i Catalogue of Life.